# Мішель Валуа (герцогиня Бургундії)
Мішель (12 січня 1395, Париж — 8 липня 1422, Гент) — французька принцеса, сьома дитина і п'ята дочка короля Франції Карла VI і його дружини Ізабелли Баваро-Інгольштадтської. Перша дружина герцога Бургундії Філіпа III.